# 遠藤隆二
遠藤 隆二（えんどう りゅうじ、1946年6月16日 - ）は、日本の教育者、東京都立小石川中等教育学校校長（初代）、東京都立小石川高等学校校長（19代）、鎌倉女子大学教授。

## 来歴
1946年生まれ。福島県立会津高等学校、早稲田大学教育学部卒業後、東京都立三宅高等学校教諭。以後、数校の高校教諭を経て、1991年東京都教育委員会指導主事、1995同主任指導主事、1998年同試験室長。2000年東京都立飛鳥高等学校校長。2004東京都立小石川高等学校長（兼務：文京地区中高一貫6年制学校開設準備担当校長）。2005年東京都立小石川中等教育学校校長。2007年東京都を定年退職したのち、鎌倉女子大学教授。

## 著書
- 『小石川の新しい風―中等教育学校創設の記録』学事出版、2008年8月。ISBN 9784761916237。